# ヴァシリー・アルテミエフ
ヴァシリー・アルテミエフ（Vasily Artemyev、1987年7月24日 - ）は、プレミアリーグ・CSKAモスクワに所属するラグビーユニオン選手。

## プロフィール
- ロシア・モスクワ出身[1]。
- ポジションはウイング(WTB)。
- 身長 184cm、体重 93kg
- ロシア代表キャップは96（2022年3月現在）。
- U20アイルランド代表に選ばれたことがある[2]。
- 2011W杯・2019W杯のロシア代表に選ばれ、2019W杯の時は主将を務めた[3]。

## 略歴
UCD、VVA、ノーサンプトン・セインツを経て、2014年、クラスニヤールに加入。
2020年、CSKAモスクワに加入。